# تداخل الإشارات
اللَّغَط أو تداخل الإشارات أو بالإنجليزية (Signal interference) ويرمز له بمختصر SI هو مصطلح يطلق على الإشارات الكهرومغناطيسية عندما تواجد ترددات مشابهة أو قريبة لبعضها البعض، فتتداخل فيما بينها مسببة (تشويش) أو ضجيج (noise).
تداخل الإشارات يسبب مشاكل فعلية خصوصا لشبكات الهاتف النقال أو الموبايل وذلك بسبب ان هذه الشبكات محددة بعدد معين من الترددات. فعندما يكون لموقعين قريبين من بعضهما ترددا واحدا أو مقاربا يحدث التداخل (interference) وتنخفض جودة الإشارة والمكالمة بنسبة كبيرة، وقد تسبب في انقطاع المكالمة إذا اكان التداخل بدرجة كبيرة.
تداخل الإشارات تعتبر عملية تداخل الإشارات في مجال الإلكترونيات، ظاهرة تقوم بها الإشارة المرسلة من دارة أو قناة من نظام الإرسال إلى إحداث تأثير غير مرغوب فيه في دائرة أو قناة أخرى. عادة ما يكون سبب التداخل الناتج عن اقتران سعوي أو حثي أو موصل غير مرغوب فيه من دائرة أو قناة إلى أخرى.
تعد تداخل الإشارات مشكلة معتبرة في الكابلات الممدودة، والإلكترونيات الصوتية، وتصميم الدوائر المتكاملة، والاتصالات اللاسلكية وأنظمة الاتصالات الأخرى.

## تداخل الإشارات في مجال توصيل الكابلات
في مجال الكابلات، يشير تداخل (تضارب)الإشارات إلى التشويش الكهرومغناطيسي الحاصل من سلك مزدوج مجدول غير مغطى بعازل على زوج آخر من الأسلاك، حيث عادة ما يكونا متوازيين. بحيث أن الإشارات الإلكترونية التي تنتقل بالأزواج المتجاورة من الأسلاك تتداخل في ما بينها وتشوش على بعضها بعضا، يُطلق على زوج الأسلاك الذي يسبب التداخل «الزوج المشوش»، بينما الزوج الذي يتعرض للتداخل هو «الزوج المشوش عليه».
مقدار تداخل الإشارة مقاسا من النهاية الأقرب للسلك NEXT NEXT هو مقياس لقدرة السلك على رفض (مقاومة) التداخل في الإشارة، وبالتالي كلما ارتفعت قيمة، NEXT زاد رفض (مقاومة) التداخل في الإشارة عند عملية التوصيل. يشار إليها باسم «الطرف القريب» لأن التداخل بين الإشارتين في الكابل يتم قياسه في نفس نهاية الكبل المسبب للتشويش. يتم التعبير عن قيمة NEXT لسلك معين بالديسيبل لكل قدم أو ديسيبل لكل 1000 قدم وتتفاوت قيمتها باختلاف تردد الإرسال. تتضمن المواصفات العامة للكابلات (من بينها كبل CAT 5) عادة الحد الأدنى من قيم.NEXT
مجموع مقدار تأثير التداخل بالإشارة مقاسا من الطرف الأقرب للسلك PSNEXT PSNEXT هو عملية قياس ممانعة السلك للتداخلات في الإشارة بحيث تحتوي مجموع قيم التداخلات في الإشارة من جميع أزواج الأسلاك المتجاورة، كالمجموع الجبري للتداخلات القادمة من ثلاثة أزواج من الأسلاك وتأثيرها على الزوج الرابع منها، في الكبل المكون من أربع أزواج من الأسلاك. (ك كبل من فئة cat-6)، تنص الورقة البيضاء (الورقة البيضاء هي تقرير أو دليل يخبر القرَاء بإيجاز عن قضية معقدة لفهم مشكلة أو حلها) لشركة Superior Modular Products على أن عملية الاختبار الخاصة بـ PSNEXT تتكون من قياس جميع مجموعات التداخل المتبادل بين كل زوجين من الأسلاك ثم جمع كل القيم لكل زوج. تم تطوير المواصفات لمعالجة تأثير الإرسال على الأزواج المتجاورة والمتعددة من الأسلاك على الزوج الذي يتم اختباره بحيث يكون مناسب لجميع أجهزة التوصيل وأسلاك الاتصالات المرتبطة بها.  
عند استخدام كبلات بنطاق تردد يزيد عن (100MHzكفئة Cat-5)يتم الأخذ بعين الاعتبار مجموع قياس التداخل PSNEXT بشكل أكبر وأهم من التوصيل ببطاقة (كرت) إيثرنت Ethernet بسرعة تقدر بجيجابت Gigabit عن طريق كيبل Cat-6 والذي يستخدم أربعة أزواج من الأسلاك بشكل متزامن معاَ وبكلا الاتجاهين، ومع زيادة استخدام الزوج الإضافي من الأسلاك وتوسع نطاق تردده ازدادت الحاجة لإبقاء قيمة تداخل NEXT تحت المراقبة والفحص.
مقدار تداخل الإشارة مقاسا من النهاية الأبعد للسلك FEXT مقياس التداخل بين زوجين من الأسلاك مقاساَ من النهاية (الطرف) الأبعد للسلك بالنسبة للطرف المرسل (الباعث للتشويش).
يتم قياس (مقدار تداخل الإشارة مقاساً من النهاية الأبعد للسلك FEXT) مع الأخذ بعين الاعتبار ضعف إشارة الإرسال مع المسافة.
تداخل الإشارات المؤثر من مصادر أخرى (AXT)
هو تداخل ناتج عن كبلات أخرى يتم توجيهها بالقرب من الكبل ذي الاهتمام بدلاً من الإشارات الموجودة في نفس الكبل.

## في الصوت
في الإنتاج الصوتي، يمكن أن يشير تداخل الإشارات إلى تسرب الإشارة من قناة برنامج إلى أخرى، مما يقلل من الفصل بين القنوات والإظهار المجسم للصوت. يمثل التداخل بين القنوات في وحدات التحكم، وبين مخرجات استوديو الصوت مشكلة أكثر وضوحًا، حيث من المحتمل أن تحمل هذه الإشارات برامج أو مواد مختلفة.
تداخل الإشارات هو تأثير كهربائي ويمكن قياسه كميا باستخدام طرق قياس تداخل الإشارات (المذكورة أعلاه). يتم إجراء قياسات الحديث المتبادل على الأنظمة الصوتية لتحديد مقدار الإشارة المتداخلة من قناة إلى أخرى. نشرت الذي يعطي التركيز الواجب على قابلية الصوت الذاتية للترددات المختلفة منحنى (لبيان مقدار التداخل في الإشارة مع تردد البث للقناة) لاستخدامها في قياس تداخل الإشارات التي تؤدي لإيجاد التركيز على قابلية الصوت الذاتية للترددات المختلفة. في غياب أي معايير دولية، لا يزال هذا الاستخدام قيد الاستخدام على الرغم من توقف عمل الهيئة.
ليس من الصعب تحقيق أداء جيد لمقاومة أثر تداخل الإشارات في أنظمة اليوم الصوتية الرقمية، على رغم من أنها كانت عمليةً صعبةً لإبقاء أثر التداخل تحت أو حوالي  -30 dB- على أجهزة راديو FM وعلى تسجيلات الفينيل (الفينيل هو نوع من البلاستيك المستخدم في أشرطة الجراموفون القديمة).

## أمثلة على تداخل الإشارات في المجالات الأخرى
في الاتصالات السلكية واللاسلكية أو الاتصالات الهاتفية، غالبا ما يكون التمييز بين تداخل الإشارات كأجزاء من الكلام أو أصوات داخل النطاق الترددي التي تتسرب من اتصالات الأشخاص الآخرين. إذا كان الاتصال تناظريا، فيمكن غالبا استخدام الكابلات المزدوجة المجدولة لتقليل تداخل الإشارات. وبدلا من ذلك، يمكن تحويل الإشارات إلى شكل رقمي، وهو عادة أقل عرضة لتداخل الإشارات.
في الاتصال اللاسلكي، غالبا ما يشار إلى تداخل الإشارات بأنه تشويش بين القنوات المشتركة، ويرتبط أيضاً بتداخل القنوات القريبة المتجاورة.
في تصميم الدوائر المتكاملة، يشير تداخل الإشارات عادة إلى إشارة تؤثر على إشارة أخرى قريبة. عادة ما يكون التداخل سعويا، وإلى أقرب جهاز مجاور، ولكن هناك أشكال أخرى من التداخل وأثارها على الإشارة بعيدة عن بعضها البعض تكون أحيانا مهمة، خاصة في التصميمات التناظرية. شاهد تكامل الإشارات للأدوات المستخدمة لقياس هذه المشكلة ومنعها، والاقتران على مستوى الركيزة (الطبقة السفلية) للمادة لمناقشة أثر تداخل الإشارات الذي يتم نقله من خلال ركيزة الدائرة المتكاملة. هناك مجموعة كبيرة من حلول الإصلاح، منها زيادة التباعد بين الأسلاك وإعادة ترتيب الأسلاك، وتغليف الأسلاك (لتغطيتها وعزل إشاراتها فيما بينها) هو الحل الأكثر شيوعا.
في المجال الكامل للتصوير المقطعي بالاتساق البصري يشير «التداخل والتشويش» إلى الظاهرة التي تحصل بسبب الأجسام شديدة الانتشار، بحيث أن العديد من الفوتونات المتعددة المبعثرة تصل لسطح الصورة وتولد إشارة مترابطة بعد السفر بطول مسار يتطابق مع عمق العينة ضمن طول التماسك.
في شاشات العرض الثلاثية الأبعاد المجسمة، يشير «تداخل الإشارات» إلى العزل غير الكامل لقنوات الصورة اليمنى واليسرى بحيث يتسرب أحد قناتي الصور اليمنى واليسرى إلى الآخر، مثل التعرض المزدوج (يدل على كمية الضوء الداخل للعدسة أو الواصل للفيلم الفوتوغرافي في وحدة المساحة، ويقصد هنا التعرض للضوء من مصدرين مختلفين)، بحيث ينتج عنه تأثير ظلال.

## أنواع تداخل إشاراتالموبايل
- تداخل القنوات المجاورة.
- تداخل القنوات المشاركة.

## تداخل القنوات المجاورة
عندما يستعمل نمط إعادة استعمال الترددات تُستَعمَل الترددات المجاورة للخلايا المجاورة ويعني هذا ان البعض من طاقة الترددات المجاورة سيضيع في خدمة الخلايا المجاورة وبالتالي تسبب التداخل. إن العلاقة بين الإشارات والتداخل تحسب بنسبة الإشارة على التداخل وتساوي: (signal / interference).

## تداخل القنوات المشاركة
ويكون نتيجة دخول إشارة قوية جدا تابعة لمجموعة خلايا أخرى إلى خلية معينة وبالتالي يسبب هذا تداخل في القناة المستقبلة للإشارة.

## اقرأ أيضا
- تداخل
- نسبة الإشارة إلى الضجيج
- اتصالات